# Islam au Burundi

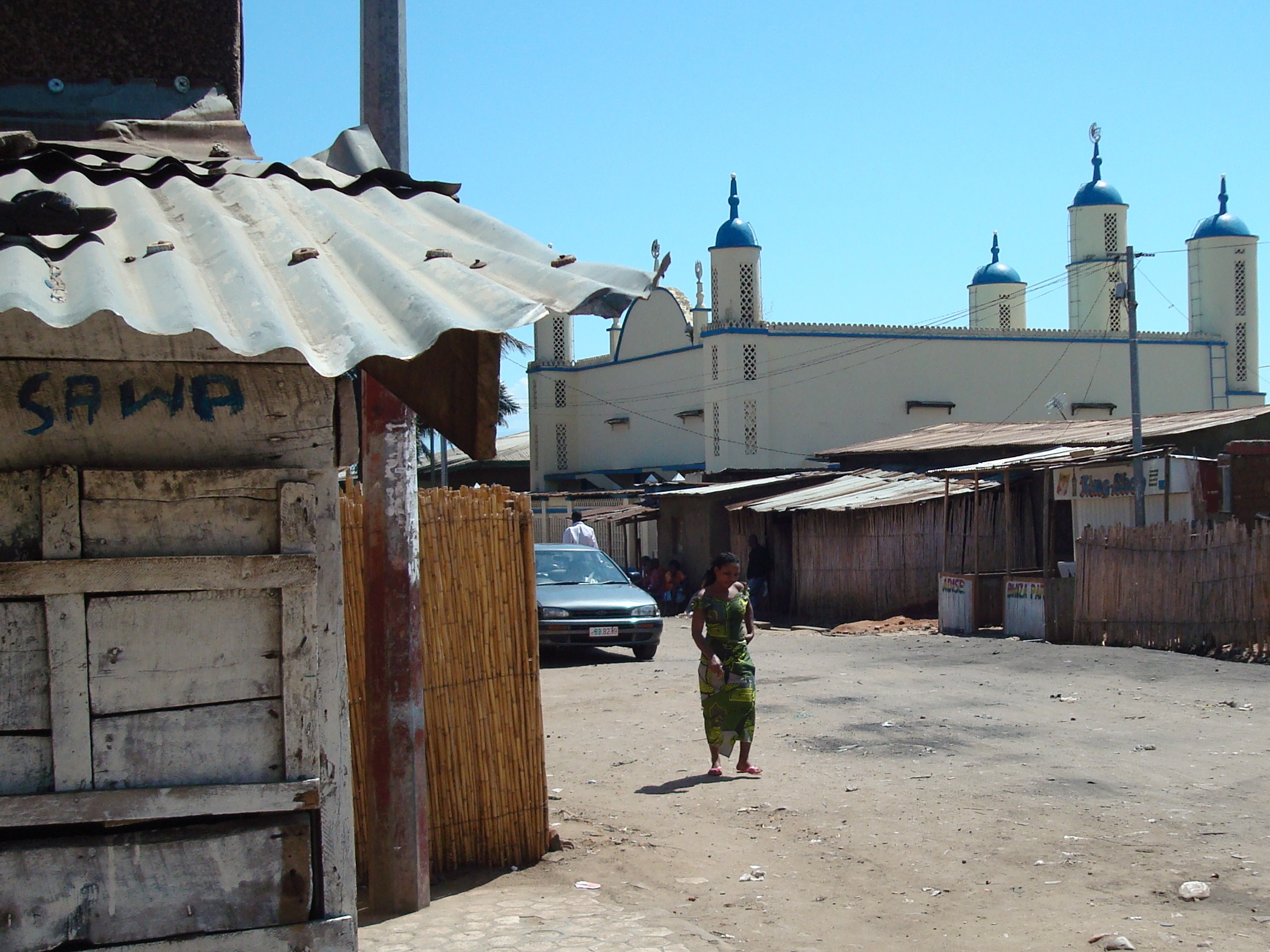
Mosquée de la capitale Bujumbura.

Entre 2 % et 10 % de la population du Burundi est musulmane. Le Burundi est un État laïc par sa constitution. L’Aïd el-Fitr fait partie des jours fériés nationaux.